# Klein Sterbitz
Klein Sterbitz ist ein Wohnplatz der Stadt Lenzen (Elbe) des Amtes Lenzen-Elbtalaue im Landkreis Prignitz in Brandenburg.

## Geografie
Der Ort liegt sechs Kilometer nordöstlich von Lenzen (Elbe). Die Nachbarorte sind Steesow im Norden, Rambow und Nausdorf im Nordosten, Leuengarten im Süden, Rudow und Sterbitz im Südwesten sowie Bochin im Nordwesten.